# Michael Ignatieff
Michael Ignatieff (Toronto, 12 de maio de 1947) é um canadense autor, político acadêmico. Ele foi o líder do Partido Liberal do Canadá e Líder da Oposição Oficial de 2008 a 2011. Conhecido por seu trabalho como historiador, Ignatieff ocupou cargos acadêmicos sênior nas universidades de Cambridge, Oxford, Harvard e Toronto. É reitor e presidente da Universidade Centro-Europeia.
Enquanto morava no Reino Unido de 1978 a 2000, Ignatieff tornou-se conhecido como locutor de televisão e rádio e colunista editorial do The Observer. Sua série de documentários Blood and Belonging: Journeys into the New Nationalism foi ao ar na BBC em 1993 e ganhou o prêmio Gemini Canadense. Seu livro de mesmo nome, baseado na série, ganhou o Prêmio Gordon Montador de Melhor Livro Canadense sobre Questões Sociais e o Prêmio Lionel Gelber da Universidade de Toronto. Seu livro de memórias, The Russian Album, ganhou o prêmio literário do governador geral do Canadá e os britânicos Prêmio Heinemann da Royal Society of Literature em 1988. Seu romance, Scar Tissue, foi selecionado para o Booker Prize em 1994. 
Na eleição federal de 2006, Ignatieff foi eleito para a Câmara dos Comuns como Membro do Parlamento por Etobicoke — Lakeshore. No mesmo ano, ele concorreu à liderança do Partido Liberal, perdendo para Stéphane Dion. Ele serviu como vice-líder do partido sob Dion. Após a renúncia de Dion na esteira da eleição de 2008, Ignatieff serviu como líder interino de dezembro de 2008 até ser eleito líder na convenção do partido em maio de 2009. Nas eleições federais de 2011, Ignatieff perdeu sua própria cadeira na pior exibição do Partido Liberal em sua história. Ganhando apenas 34 cadeiras, o partido colocou um distante terceiro lugar atrás dos Conservadores e do NDP, e assim perdeu sua posição como Oposição Oficial. Em 3 de maio de 2011, Ignatieff anunciou que renunciaria ao cargo de líder do Partido Liberal, enquanto se aguardava a seleção de um líder interino, que entrou em vigor em 25 de maio de 2011.
Após sua derrota eleitoral, Ignatieff lecionou na Universidade de Toronto. Em 2013, ele voltou para a Harvard Kennedy School em tempo parcial, dividindo seu tempo entre Harvard e Toronto. Em 1º de julho de 2014, ele voltou para Harvard em tempo integral. Em 2016, ele deixou Harvard para se tornar presidente e reitor da Universidade Centro-Europeia em Budapeste. Ele continua a publicar artigos e ensaios sobre assuntos internacionais, bem como sobre a política canadense.
Em dezembro de 2016, Ignatieff foi nomeado membro da Ordem do Canadá.

### Livros
Romances
- Ignatieff, Michael (1991). Asya. [S.l.: s.n.]
- Scar Tissue, 1993
- Charlie Johnson in the Flames, 2005

Não-ficção
- A Just Measure of Pain: Penitentiaries in the Industrial Revolution, 1780–1850, 1978
- (ed. with István Hont) Wealth and Virtue: The Shaping of Political Economy in the Scottish Enlightenment, Cambridge University Press, 1983. ISBN 0-521-23397-6
- The Needs of Strangers, Chatto and Windus, London 1984
- The Russian Album, 1987
- Blood and Belonging: Journeys Into the New Nationalism, 1994
- Warrior's Honour: Ethnic War and the Modern Conscience, 1997
- Isaiah Berlin: A Life, 1998
- Virtual War: Kosovo and Beyond, 2000
- The Rights Revolution, Viking, 2000
- Human Rights as Politics and Idolatry, Anansi Press Ltd, 2001
- Empire Lite: Nation-Building in Bosnia, Kosovo and Afghanistan, Minerva, 2003
- The Lesser Evil: Political Ethics in an Age of Terror, Princeton University Press, 2004 (2003 Gifford Lectures; sample chapters)
- American Exceptionalism and Human Rights (ed.), Princeton University Press, 2005
- True Patriot Love, Penguin Group Canada, 2009
- Fire and Ashes: Success and Failure in Politics, Random House Canada, 2013
- The Ordinary Virtues: Moral Order in a Divided World, Harvard University Press, 2017

### Ensaios e relatórios
- The Meaning of Diana, Prospect, 1997.[10]
- Getting Iraq Wrong, The New York Times Magazine, 2007.
- What I Would Do If I Were The Prime Minister. Maclean's, 2006.
- The Broken Contract, The New York Times Magazine, 2005.
- Iranian Lessons, The New York Times Magazine, 2005.
- Who Are Americans to Think That Freedom Is Theirs to Spread?, The New York Times Magazine, 2005.[11][12][13][14][15][16][17]
- The Uncommitted, The New York Times Magazine, 2005.
- The Terrorist as Auteur, The New York Times Magazine, 2004.
- Mirage in the Desert, The New York Times Magazine, J2004.
- Could We Lose the War on Terror?: Lesser Evils, (cover story), The New York Times Magazine, 2004.
- The Year of Living Dangerously, The New York Times Magazine, 2004.
- Arms and the Inspector, Los Angeles Times, 2004.
- Peace, Order and Good Government: A Foreign Policy Agenda for Canada, OD Skelton Lecture, Department of Foreign Affairs and International Trade, Ottawa, 2004.
- Why America Must Know Its Limits, Financial Times, 2003.
- A Mess of Intervention. Peacekeeping. Pre-emption. Liberation. Revenge. When should we send in the Troops?, The New York Times Magazine [cover story], 2003.
- I am Iraq, The New York Times Magazine, 2003
- American Empire: The Burden, (cover story), The New York Times Magazine, 2003.
- Acceptance Speech from the 2003 Hannah Arendt Prize for Political Thinking
- Mission Impossible?, A Review of  A Bed for the Night: Humanitarianism in Crisis, by David Rieff (Simon e Schuster, 2002).
- When a Bridge Is Not a Bridge, New York Times Magazine, October 27, 2002.
- The Divided West, The Financial Times, 2002.
- Nation Building Lite, (cover story) The New York Times Magazine, 2002.
- The Rights Stuff, New York Times of Books, 2002.
- No Exceptions?, Legal Affairs, May/June 2002.
- Why Bush Must Send in His Troops, The Guardian, 2002.
- Barbarians at the Gates?, The New York Times Book Review, 2002.
- Is the Human Rights Era Ending?, New York Times, 2002.
- Intervention and State Failure, Dissent, Winter 2002.
- Kaboul-Sarajevo: Les nouvelles frontières de l'empire, Seuil, 2002.

### Roteiros
- Onegin, 1999 (with Peter Ettedgui)
- 1919, 1985 (with Hugh Brody)

### Drama
- Dialogue in the Dark (1989), for the BBC